# Station Krosnowice
Station Krosnowice Kłodzkie is een spoorwegstation in de Poolse plaats Krosnowice.